# Psychotria albicaulis
Psychotria albicaulis är en måreväxtart som beskrevs av Scott-elliot. Psychotria albicaulis ingår i släktet Psychotria och familjen måreväxter. Inga underarter finns listade i Catalogue of Life.